# Хашбах-ам-Ремигиусберг
Хашбах-ам-Ремигиусберг (нем. Haschbach am Remigiusberg) — община в Германии, в земле Рейнланд-Пфальц. 
Входит в состав района Кузель. Подчиняется управлению Кузель.  Население составляет 712 человек (на 31 декабря 2010 года). Занимает площадь 4,02 км².